# Карл Рудольф Флорін
Карл Рудольф Флорін (швед. Carl Rudolf Florin; 5 квітня 1894 — 24 вересня 1965) — шведський ботанік.

## Біографія
Карл Рудольф Флорін народився 5 квітня 1894 року. 
у 1931 році він отримав ступінь доктора наук у Стокгольмському університеті. У 1947 році Флорін стал членом Шведської королівської академії наук. Він був директором Бергіанського ботанічного саду з 1944 до 1964 року. У 1958 році він отримав Медаль Дарвіна — Воллеса від Лондонського Ліннеївського товариства. 
Карл Рудольф Флорін спеціалізувався на скам'янілостях, водоростях та на насінних (зокрема хвойних).
Карл Рудольф Флорін помер 24 вересня 1965 року.  

## Окремі публікації
- On the geological history of the Sciadopitineae. Svensk Bot. Tidskr. 16 (2): 260—270. 1922.
- Die Koniferengattung Libocedrus Endl. in Ostasien. Svensk Bot. Tidskr. 24 (1): 117—131. 1930.
- Pilgerodendron, eine neue Koniferengattung aus Süd-Chile. Svensk Bot. Tidskr. 24 (1): 132—135. 1930.
- Untersuchungen zur Stammesgeschichte der Coniferales und Cordaitales. Erster Teil: Morphologie und Epidermisstruktur der Assimilationsorgane bei den rezenten Koniferen. Kongl. Svenska Vetenskapsakad. Handl. 10 (1) 1—588. 1931.
- Die Koniferen des Oberkarbons und des unteren Perms. Palaeontographica B 85: 1—729. 1938—1945.
- Evolution in Cordaites & Conifers. Acta Hort. Berg. 15 (2): 285—388. 1951.
- On Metasequoia, living and fossil. Bot. Not. 1 (105): 1—29. 1952.
- Nomenclatural notes on genera of living gymnosperms. Taxon 5 (8): 188—192. 1956.
- The distribution of Conifer & Taxad genera in Time & Space. Acta Hort. Berg. 20 (4): 121—312. 1963.
- The distribution of Conifer & Taxad genera in Time and Space; additions and corrections. Acta Hort. Berg. 20 (6): 319—326. 1966.